# János Kelemen (filosofo)
János (Jimmy) Kelemen (Kassa, 8 giugno 1943 – Budapest, 31 gennaio 2024) è stato un filosofo e saggista ungherese, rinomato ricercatore della filosofia del linguaggio e studioso di Dante Alighieri e di Gyorgy Lukacs. Membro dell'Accademia ungherese delle scienze, fu fondatore e presidente della Società dantesca ungherese, direttore dal 1990 al 1994 dell'Accademia d'Ungheria di Roma e direttore dal 2000 al 2008 dell'Istituto di Filosofia della Facoltà di Lettere dell'ELTE di Budapest.
Autore di oltre 500 saggi, ebbe vari riconoscimenti tra cui il Premio Széchenyi (2007), il premio dell'Accademia Ungherese delle Scienze (2016), il premio Galileo Galilei per la Storia del pensiero italiano (2018). Nel 2014 fu insignito da Giorgio Napolitano dell'Ordine della Stella d'Italia nel grado di commendatore.

## Biografia

### Formazione
Nacque l'8 giugno 1943 a Kassa (Košice nell'odierna Slovacchia). Si diplomò nel 1961 e fu poi accettato al dipartimento italo-russo-francese dell'Università Attila József], dove ebbe la licenza di docente nel 1966 a Seghedino. Quindi frequentò il dipartimento di filosofia dell'Università Loránd Eötvös, dove si laureò nel 1969. Lavorò per un breve periodo come insegnante al liceo Miklós Radnót di Seghedino, per poi prendere servizio all'università.

### Carriera
Nel 1970 entrò a far parte del Dipartimento di Filosofia (oggi: Dipartimento di Filosofia Generale) della Facoltà di Lettere dell'ELTE. Rimase nel Dipartimento fino al 1990. Quell'anno diventò direttore dell'Accademia d'Ungheria a Roma guidandola fino al 1994. Oltre al suo incarico presso l'ELTE, tra il 1995 e il 1997 fu a capo del Dipartimento di italiano dell'Università Attila József. Dal 2000 al 2008 fu direttore dell'Istituto di Filosofia dell'ELTE BTK. Tra il 1997 e il 2000 svolse attività di ricerca presso la cattedra Széchenyi.
Membro del comitato di filosofia dell'Accademia ungherese delle scienze, dal 2001 al 2004 fu rappresentante dell'Assemblea generale dell'Accademia ungherese delle scienze, poi nel 2004 venne eletto membro corrispondente dell'Accademia ungherese delle scienze e nel 2016 membro ordinario. Nel 2004 fu eletto presidente della Società dantesca ungherese e nel 2006 della Società filosofica francofona dell'Ungheria. Fu a lungo membro del comitato editoriale dell'European Journal for Semiotic Studies. I suoi ambiti di ricerca furono la filosofia del linguaggio, la semiotica, la filosofia di Dante, la storia della filosofia moderna italiana, anglosassone e francese e la storia della filosofia classica tedesca.

## Vita privata
Si sposò con la professoressa Judit Bárdos con la quale ebbe una figlia, Ágnes Kelemen, anch'essa docente.

## Premi e riconoscimenti
- Sabetia Ter (1992, Napoli)
- Premio Valitutti (1995, Salerno)
- Premio György Ránki della Fondazione pubblica János Arany (1998)
- Premio Internazionale Benedetto Croce (2003)
- Premio Széchenyi (2007)
- Ordine della Stella d'Italia nel grado di Commendatore (2014)
- Premio dell'Accademia ungherese delle Scienze (2016)
- Premio Galileo Galilei  per la Storia del pensiero italiano (2018)

## Opere principali
- Cos’è lo strutturalismo?, Casa editrice Kossuth, 1969
- Domande di filosofia del linguaggio - da Cartesio a Rousseau, Kossuth Könyvkiadó, 1977
- Coscienza e cognizione, Kossuth Könyvkiadó, 1978
- Benedetto Croce, Casa editrice Kossuth, 1981
- Il Marx vivente (a cura di László Hársing), 1983
- La "nobildonna" e la "serva", Casa Editrice Gondolat, 1984
- George Edward Moore, Casa editrice Kossuth, 1984
- Lingua e lingue, (Akadémiai Kiadó, coautore), 1989
- Linguaggio e storicità nella filosofia classica tedesca, (Akadémiai Kiadó), 1990
- Profili ungheresi e altri saggi, 1994
- Idealismo e storicismo nell'opera di Benedetto Croce, 1995
- L'ermeneutica italiana da Croce a Eco, 1998
- Il poeta dello Spirito Santo, 1999
- Immagine e azione della ragione. Teorie idealistiche della cognizione storica, Atlantisz Könyvkiadó, 2000 ISBN 9789639165465
- Breve storia della filosofia del linguaggio, Áron Kiadó, 2000
- Filosofia del linguaggio (con Katalin Farkas), Áron Publisher, 2000
- Dante filosofo. Spedizioni artistiche e linguistiche, Atlantisz Könyvkiadó, 2002 ISBN 9789639165632
- Studi filosofici del linguaggio, Áron Kiadó, 2004
- Dante, Petrarca, Vico, 2007
- Eco Echo, Libri leggeri, 2008
- La lotta dell'arte per la libertà: Lukács, lo storico della letteratura, 2011
- Il razionalismo di Georg Lukács, 2014
- Lingua e storia: Dante, Vico, Hegel, lezioni alla cattedra presso l'Accademia ungherese delle scienze, 2014
- Ex libris: Maestri e discepoli, 2015
- Chiamo la mia commedia come mia testimone. Il linguaggio dell'autoriflessione in Dante, ELTE Eötvös,  2015
- Commentare Dante oggi, ed. János Kelemen, József Nagy, Eötvös University Press, 2015
- Il razionalismo di György Lukács, ELTE, Eötvös, 2018